# Jordan Elliott
Jordan Elliott (Missouri City, 23 settembre 1997) è un giocatore di football americano statunitense che milita nel ruolo di defensive tackle per i San Francisco 49ers della National Football League (NFL).

## Carriera

### Cleveland Browns
Elliott al college giocò a football a Texas (2016) e a Missouri (2017-2019). Fu scelto nel corso del terzo giro (88º assoluto) del Draft NFL 2020 i Cleveland Browns. Debuttò come professionista partendo nella gara del primo turno contro i Baltimore Ravens. Quattro giorni dopo contro i Cincinnati Bengals mise a segno il suo primo tackle. La sua stagione da rookie si concluse con 15 placcaggi disputando tutte le 16 partite.

### San Francisco 49ers
Il 14 marzo 2024 Elliott firmò un contratto biennale con i San Francisco 49ers.